# Stazione di Sixmilebridge
Sixmilebridge   è una stazione ferroviaria della Western Railway Corridor che fornisce servizio a Sixmilebridge, contea di Clare, Irlanda.

## Storia
Fu aperta il 17 gennaio 1859 e chiusa il 17 giugno 1963.
Il servizio viaggiatori è stato riattivato il 29 marzo 2010, nell'ambito della riapertura del tronco Athenry–Limerick della Western Railway Corridor.

## Movimento
La stazione è servita dalle seguenti relazioni locali gestite dalla Iarnród Éireann (IÉ):
- Limerick-Galway;
- Limerick-Ennis.

I treni passano con intervalli tra i quaranta e i novanta minuti per direzione.

## Servizi
- Servizi igienici
- Capolinea autolinee
- Biglietteria self-service